# Grebo (Svezia)
Grebo è un'area urbana della Svezia situata nel comune di Åtvidaberg, contea di Östergötland.
La popolazione risultante dal censimento 2010 era di 970 abitanti .